# Улоф Мелбери
Ѐрик У̀лоф Мѐлбери (на шведски: Erik Olof Mellberg, произнася се ['uːˌlɔf 'mɛlˌbærj], името се среща и като Олоф Мелберг по немска транскрипция) е бивш шведски футболист, централен защитник. Роден е на 3 септември 1977 г. в Гулспонг, Швеция.
В началото на кариерата си Мелбери играе за местния Гулспонг, преди да бъде купен от първодивизионния тогава шведски клуб Дегерфорш ИФ. Дебютира в професионалния футбол за Дегерфорш ИФ през сезон 1996-97 г. (47 мача без отбелязан гол). След като Дегерфорш изпада, той е закупен от АИК Фотбол. През сезон 1997-98 г. играе 17 мача за АИК. Там той прави впечатление с добрата си игра и само след 10 месеца игра за клуба е закупен от испанския Расинг Сантандер. От 1998 до 2001 г. се състезава за отбора на Расинг, за който изиграва 98 мача. От 2001 до 2008 г. е играч на английския Астън Вила. Мелбери се превръща във важна част от отбора и става капитан на Астън Вила, като този отбор успява да завърши на шесто място във Висшата лига на Англия и да достигне полуфинал на турнира Карлинг Къп. От лятото на 2008 г. до лятото на 2009 е играч на италианския Ювентус. През 2009 преминава в Олимпиакос.
Мелбери дебютира за националния отбор на Швеция през 2000 г. Участва на финалите на Световните първенства през 2002 и 2006 г. и на финалите на Европейските първенсва през 2000, 2004 и 2008 г.